# Сюй Мин
Сюй Мин (кит. 徐明; апрель 1971 — 4 декабря 2015) — китайский предприниматель и миллиардер, основатель конгломерата Dalian Shide Group и председатель футбольного клуба «Далянь Шидэ». В 2005 году журнал Forbes назвал его восьмым в списке самых богатых людей в Китае.
Сюй имел тесные отношения с рядом высокопоставленных правительственных чиновников и их семьями, а также очень хорошие отношения с политиком Бо Силаем. После Бо был замешан в политическом скандале, на котором он признался, что с ним был Сюй, после чего последний был взят под стражу. Он свидетельствовал на суде над Бо в августе 2013 года. Был приговорён к 4 годам заключения, срок отсчитывался с 2012 года.
Сюй умер в тюрьме 4 декабря 2015 года в возрасте 44 лет.